# Ring Ring (Lied)
Ring Ring ist ein Lied der schwedischen Popgruppe ABBA aus dem Jahre 1973, das auch auf dem gleichnamigen Debütalbum der Band erschien. Es wurde von Benny Andersson, Björn Ulvaeus und Stig Anderson geschrieben, den Leadgesang übernahmen Agnetha Fältskog und Anni-Frid Lyngstad. Neben der bekannten englischen Version existieren auch eine schwedische, eine deutsche sowie eine spanische Version des Liedes. Der Text handelt von einer Frau, die sehnsüchtig auf einen Anruf ihres Freundes wartet. Da sich die Gruppe zum Zeitpunkt der Veröffentlichung noch nicht ABBA nannte, erschien die Single unter dem Bandnamen Björn & Benny, Agnetha & Anni-Frid.

## Entstehung
Die Ursprünge des Songs gehen bis November 1972 zurück, als Björn Ulvaeus, Benny Andersson und ihr Manager Stig Anderson beschlossen, gemeinsam einen Beitrag bei den Melodifestivalen im kommenden Jahr einzureichen. Zu diesem Zeitpunkt befand sich die Gruppe bereits in den Aufnahmesessions für ihr erstes gemeinsames Album, die im September begonnen hatten. Ende Dezember 1972 hielten sich Andersson und Ulvaeus in ihrem Ferienhaus auf der Insel Viggsö auf und arbeiteten an einem Stück mit dem Arbeitstitel Klocklåt („Glockenlied“). Dabei waren sie bemüht, einen Song zu schreiben, mit dem sie den internationalen Durchbruch erreichen und damit auch in den britischen und US-amerikanischen Charts landen konnten.

„Wir wollten etwas Poppiges machen, etwas, das den Musikgeschmack der damaligen Zeit widerspiegelte. Wir wollten einfach weg von dem ganzen aufgesetzten Grand-Prix-Pomp. Wir wollten weg von Smoking und Abendkleid.“

Nachdem Anderson den schwedischen Text verfasst hatte, bat er seinen Freund Neil Sedaka und dessen Partner Phil Cody darum, einen englischen Text zu entwickeln. Ring Ring wurde am 10. Januar 1973 im Metronome Studio aufgenommen. Der zuständige Toningenieur war Michael B. Tretow, der seit 1967 im Studio arbeitete und kurz zuvor ein Buch über die Wall of Sound von Phil Spector gelesen hatte. Das Prinzip dieser Produktionstechnik, bei der eine Vielzahl an Instrumenten eingesetzt wird, wendete Tretow hier erstmals an. 
Beteiligt waren außerdem Bassist Rutger Gunnarsson, Gitarrist Janne Schaffer und Schlagzeuger Ola Brunkert, die gemeinsam mit Andersson und Ulvaeus den halben Tag an den Backing Tracks arbeiteten. Tretow veränderte in der Abmischung die Laufgeschwindigkeit einzelner Bandspuren, was der Musik einen volleren Klang verlieh. Zusätzlich wurden die Stimmen von Agnetha Fältskog und Anni-Frid Lyngstad nicht hervorgehoben, sondern wie ein Instrument in die Backing Tracks integriert. Nach der Veröffentlichung meldeten sich deswegen einige Radiosender, die einen solchen Sound bisher nicht gewohnt waren, bei Polar Music und wiesen darauf hin, dass mit der Aufnahme etwas nicht stimme.
Kurz nach Fertigstellung der Aufnahme reiste Stig Anderson mit einem Demoband zur Midem-Musikmesse in Cannes und fand Lizenznehmer aus 15 verschiedenen Ländern, die die Veröffentlichungsrechte für Ring Ring erwarben. Am 10. Februar 1973 trat die Gruppe damit bei den Melodifestivalen an. Obwohl sowohl die vier Musiker als auch ihr Manager von ihrem Sieg überzeugt waren, entschied die Musikexperten-Jury anders, und Ring Ring belegte nur den dritten Platz.
Die Single in schwedischer Sprache wurde am 14. Februar 1973 veröffentlicht, die B-Seite bildete dabei Åh, vilka tider („Das waren noch Zeiten“), das bereits im Juni 1972 aufgenommen worden war und die Stimmen von Fältskog und Lyngstad im Hintergrund beinhaltete. Die englische Version erschien am 19. Februar 1973 mit der B-Seite She's My Kind of Girl. Im März 1973 reiste die Gruppe nach Mitteleuropa und trat mit Ring Ring u. a. in der österreichischen Musiksendung Spotlight auf, wobei Fältskog wegen ihrer kurz zuvor geborenen Tochter von ihrer Freundin Inger Brundin ersetzt wurde.

## Erfolg
Obwohl Ring Ring bei den Melodifestivalen ausgeschieden war, wurden die Singles ein großer Erfolg. Die schwedische Version erreichte Platz 1 der Verkaufscharts, während die englische kurze Zeit später Platz 2 erreichte. Bis Ende März 1973 wurden von beiden Singles insgesamt rund 100.000 Exemplare verkauft, was bis dahin lediglich wenigen Künstlern in Schweden gelungen war. Auch in Dänemark und Belgien erreichte Ring Ring die Spitze der Charts, während sie in Norwegen und Österreich auf Platz 2 kam. In den Niederlanden und Südafrika kam die Single in die Top Five, sogar in Costa Rica und Finnland sowie einer Reihe von südamerikanischen Ländern kam Ring Ring in die Charts. Nach einem Jahr waren weltweit rund 545.000 Stück verkauft worden.
In Großbritannien erhielt Stig Anderson zunächst zahlreiche Absagen für die Single, bis er schließlich durch Paul Atkinson einen Vertrag bei Epic Records aushandeln konnte, mit einem Vorschuss von £ 600 und einer Beteiligung von 10 Prozent. Ring Ring erschien im Oktober 1973 in Großbritannien, kam allerdings nie in die Charts und verkaufte lediglich 5000 Stück. Nach dem Sieg der Gruppe beim Eurovision Song Contest 1974 wollte das Label allerdings einen Song veröffentlichen, der dem Siegertitel Waterloo ähnlich war. Zu diesem Zweck wurde Ring Ring überarbeitet, das Tempo herabgesetzt, ein Saxofon eingespielt und die Gitarrenbeats verstärkt. Diese neue Single-Version wurde am 21. Juni 1974 in Großbritannien veröffentlicht, erwies sich aber ebenfalls als erfolglos. Als B-Seite diente Rock'n'Roll Band aus dem Album Ring Ring.
In Australien kam Ring Ring zunächst lediglich auf Platz 92, konnte aber im Zuge der Abbamania 1976 sogar Platz 7 erreichen und erhielt 3 Gold-Auszeichnungen. In Neuseeland stieg die Single ebenfalls 1976 bis auf Platz 16. In Frankreich erreichte Ring Ring Platz 82. In Deutschland konnte weder die englische, noch die deutsche Single in die Charts einsteigen, ebenso wenig in Italien, Spanien, den USA und Japan, wo Ring Ring als B-Seite von I Am Just a Girl erschien.

### Palm: „Licht und Schatten“
Carl Magnus Palm: Licht und Schatten. ABBA – Die wahre Geschichte. Bosworth Edition, 2006, Paperback-Ausgabe, 638 Seiten. ISBN 3-86543-100-3.
1. 1 2 3  S. 220
2. ↑  S. 225
3. ↑  S. 226
4. 1 2  S. 227
5. ↑  S. 228
6. ↑  S. 231
7. 1 2  S. 232
8. ↑  S. 233
9. ↑  S. 282

### Palm: „Story & Songs kompakt“
Carl Magnus Palm: Abba – Story & Songs kompakt. Bosworth Edition, 2007, 156 Seiten. ISBN 978-3-86543-227-8.
1. 1 2  S. 16
2. ↑  S. 124

### Andere
1. ↑  abbasite.com Ring Ring (English Version) / She's My Kind of Girl
2. ↑  Carl Magnus Palm: The First Step – The Making Of the Ring Ring Album. Begleittext zur Deluxe Edition, Polar Music International AB, 2013, S. 17
3. ↑  Charts AT Charts UK Charts SE
4. ↑  Denmark (Memento des Originals vom 29. Oktober 2013 im Internet Archive)  Info: Der Archivlink wurde automatisch eingesetzt und noch nicht geprüft. Bitte prüfe Original- und Archivlink gemäß Anleitung und entferne dann diesen Hinweis.
5. ↑  Belgium (Memento des Originals vom 29. April 2012 auf WebCite)  Info: Der Archivlink wurde automatisch eingesetzt und noch nicht geprüft. Bitte prüfe Original- und Archivlink gemäß Anleitung und entferne dann diesen Hinweis.
6. ↑  Norway (Memento des Originals vom 29. Februar 2012 auf WebCite)  Info: Der Archivlink wurde automatisch eingesetzt und noch nicht geprüft. Bitte prüfe Original- und Archivlink gemäß Anleitung und entferne dann diesen Hinweis.
7. ↑  South Africa (Memento des Originals vom 13. Februar 2015 im Internet Archive)  Info: Der Archivlink wurde automatisch eingesetzt und noch nicht geprüft. Bitte prüfe Original- und Archivlink gemäß Anleitung und entferne dann diesen Hinweis.
8. ↑  Costa Rica (Memento des Originals vom 13. Oktober 2009 im Internet Archive)  Info: Der Archivlink wurde automatisch eingesetzt und noch nicht geprüft. Bitte prüfe Original- und Archivlink gemäß Anleitung und entferne dann diesen Hinweis.
9. ↑  Australia (Memento des Originals vom 10. März 2017 im Internet Archive)  Info: Der Archivlink wurde automatisch eingesetzt und noch nicht geprüft. Bitte prüfe Original- und Archivlink gemäß Anleitung und entferne dann diesen Hinweis.
10. ↑  Peter Charley: THE ABBA ALBUM (Memento des Originals vom 19. November 2021 im Internet Archive)  Info: Der Archivlink wurde automatisch eingesetzt und noch nicht geprüft. Bitte prüfe Original- und Archivlink gemäß Anleitung und entferne dann diesen Hinweis. Horowitz Publications, Januar 1977 (?)
11. ↑  New Zealand (Memento des Originals vom 13. September 2014 im Internet Archive)  Info: Der Archivlink wurde automatisch eingesetzt und noch nicht geprüft. Bitte prüfe Original- und Archivlink gemäß Anleitung und entferne dann diesen Hinweis.
12. ↑  France (Memento des Originals vom 29. März 2012 auf WebCite)  Info: Der Archivlink wurde automatisch eingesetzt und noch nicht geprüft. Bitte prüfe Original- und Archivlink gemäß Anleitung und entferne dann diesen Hinweis.
13. ↑  Italy (Memento des Originals vom 8. März 2016 im Internet Archive)  Info: Der Archivlink wurde automatisch eingesetzt und noch nicht geprüft. Bitte prüfe Original- und Archivlink gemäß Anleitung und entferne dann diesen Hinweis.
14. ↑  Spain (Memento des Originals vom 13. Oktober 2009 im Internet Archive)  Info: Der Archivlink wurde automatisch eingesetzt und noch nicht geprüft. Bitte prüfe Original- und Archivlink gemäß Anleitung und entferne dann diesen Hinweis.
15. ↑  USA (Memento des Originals vom 29. Februar 2012 auf WebCite)  Info: Der Archivlink wurde automatisch eingesetzt und noch nicht geprüft. Bitte prüfe Original- und Archivlink gemäß Anleitung und entferne dann diesen Hinweis.
16. ↑  Japan (Memento des Originals vom 26. April 2012 auf WebCite)  Info: Der Archivlink wurde automatisch eingesetzt und noch nicht geprüft. Bitte prüfe Original- und Archivlink gemäß Anleitung und entferne dann diesen Hinweis.